# Siboniso Gaxa
Siboniso Pa Gaxa (ur. 6 kwietnia 1984 w Durbanie) – południowoafrykański piłkarz grający na pozycji prawego obrońcy.

## Kariera klubowa
Karierę piłkarską Gaxa rozpoczął w klubie Induna Lotz. W 2001 roku odszedł do University of Port Elizabeth i w jego barwach zadebiutował w trzeciej lidze RPA. Po zakończeniu sezonu 2001/2002 odszedł do Supersport United z miasta Pretoria i zaczął występować w Premier Soccer League (szczebel I ligi). Od 2003 roku był podstawowym zawodnikiem zespołu. W 2004 roku wygrał z Supersport Supa Supa 8, a w 2005 roku zwyciężył z nim w ABSA Cup. W sezonie 2007/2008 wywalczył z Supersport United swoje pierwsze w karierze mistrzostwo Republiki Południowej Afryki.
Po wywalczeniu tytułu mistrza kraju Gaxa odszedł z klubu i został piłkarzem Mamelodi Sundowns. Tam, podobnie jak w Supersport United, stał się zawodnikiem podstawowej jedenastki. W 2009 roku zajął z Mamelodi 9. pozycję w Premier Soccer League.
W 2010 roku Gaxa przeszedł do belgijskiego Lierse SK.
| Sezon   | Klub                         | Kraj              | Rozgrywki             | Mecze | Bramki |
| ------- | ---------------------------- | ----------------- | --------------------- | ----- | ------ |
| 2001/02 | University of Port Elizabeth | Południowa Afryka | III liga              | 29    | 8      |
| 2002/03 | Supersport United            | Południowa Afryka | Premier Soccer League | 6     | 0      |
| 2003/04 | Supersport United            | Południowa Afryka | Premier Soccer League | 17    | 0      |
| 2004/05 | Supersport United            | Południowa Afryka | Premier Soccer League | 25    | 0      |
| 2005/06 | Supersport United            | Południowa Afryka | Premier Soccer League | 27    | 2      |
| 2006/07 | Supersport United            | Południowa Afryka | Premier Soccer League | 28    | 0      |
| 2007/08 | Supersport United            | Południowa Afryka | Premier Soccer League | 28    | 2      |
| 2008/09 | Mamelodi Sundowns            | Południowa Afryka | Premier Soccer League | 26    | 1      |
| 2009/10 | Mamelodi Sundowns            | Południowa Afryka | Premier Soccer League | 19    | 0      |
| 2010/11 | Lierse SK                    | Belgia            | Eerste Klasse         | 18    | 0      |
| 2011/12 | Lierse SK                    | Belgia            | Eerste Klasse         | 33    | 0      |
| 2012/13 | Kaizer Chiefs                | Południowa Afryka | Premier Soccer League | 26    | 1      |

## Kariera reprezentacyjna
W reprezentacji RPA Gaxa zadebiutował 4 czerwca 2005 roku w wygranym 2:1 meczu eliminacji do Mistrzostw Świata w Niemczech z Republiką Zielonego Przylądka. W tym samym roku wystąpił w Złotym Pucharze CONCACAF 2005. W 2006 roku został powołany przez Theodore Dumitru do kadry na Puchar Narodów Afryki 2006. Tam wystąpił w jednym spotkaniu, z Tunezją (0:2). W 2009 roku selekcjoner Joel Santana powołał go na Puchar Konfederacji 2009. Z RPA zajął na tym turnieju 4. miejsce.